# ISO 37000
La norma ISO 37000 Governance of organizations — Guidance in italiano Governance delle organizzazioni - Guida, identifica uno standard di gestione della governance delle organizzazioni.
La ISO 37000 è stata pubblicata per la prima volta a settembre 2021.
Lo standard ISO 37000 è stato tradotto in lingua italiana con pubblicazione avvenuta il 16 dicembre 2021 diventando così norma UNI ISO 37000. Non risulta invece ancora recepito in Europa come standard EN.

## Principali requisiti della norma
La ISO 37000:2021 adotta lo schema "ISO High Structure Level (HSL)" in 10 capitoli nella seguente suddivisione:
- 1 Scopo
- 2 Norme di riferimento
- 3 Termini e definizioni
- 4 Governance delle organizzazioni
- 5 Panoramica
- 6 Principi di governance

## Cronologia
| Anno | Descrizione             |
| ---- | ----------------------- |
| 2021 | ISO 37000 (1ª Edizione) |